# Coeligena orina
El inca del sol, inca de Antioquia, colibrí prieto o inca oscuro (Coeligena orina), también llamado colibrí del sol, es una especie de ave apodiforme de la familia Trochilidae (los colibríes) perteneciente al numeroso género Coeligena. Es endémico de los Andes occidentales de Colombia. 

## Distribución y hábitat
Se encuentra en apenas algunas localidades de la cordillera occidental de los Andes,en el Páramo de Frontino (en Antioquia) y los adyacentes Parque nacional natural Las Orquídeas, Farallones del Citará (en la frontera entre Antioquia y Chocó), en Jardín (Antioquia), y en el Cerro de Moctezuma (en Risaralda) en el noroeste de Colombia.
Los hábitats preferidos de la especie son las selvas húmedas altas, bosques pigmeos y el ecotono entre el bosque y el páramo, en altitudes entre 3100 y 3500 m, con un avistamiento más bajo a 2500 m en bosque primario.

## Estado de conservación
El inca del sol había sido calificado como «críticamente amenazado de extinción» por la Unión Internacional para la Conservación de la Naturaleza (IUCN) hasta el año 2020, pero al verificarse que su población es ligeramente mayor que la que se había asumido, es ahora calificado como «amenazado de extinción» debido a que su pequeña zona de distribución, y su población, fragmentada en pocos sitios y estimada ahora entre 250 y 2500 individuos maduros, se presumen estar en decadencia como resultado de la continua degradación y pérdida de su hábitat.

## Descripción
Mide 14 cm de longitud y pesa 7 g. El macho presenta plumaje brillante con la cabeza de color negro aterciopelado. La frente es brillante azul verdoso a dorado verdoso.  La espalda y las coberteras de las alas son verdes. La parte superior es de color negro mate. La parte baja de la espalda baja es de color verde y va a la grupa y las plumas de la cola superior presentan un destello brillante de color amarillo verdoso. La cola es verde. La garganta y el pecho son de color verde oscuro con un trazo negro. El centro de la garganta se caracteriza por unas grandes manchas azules brillantes. El pico es negro delgado y mide sólo 33 mm de largo. Los ojos son de color castaño oscuro. Las patas son de color negro. 
La cabeza de la hembra, su manto y la coberteras de las alas son verdes. Las plumas tienen puntas negras, dando al plumaje de un aspecto escamoso. El mentón y la garganta son de color beige a canela. Entre un área bronceada bajo los ojos y la garganta tiene una línea verde visible. Las plumas de la cola de la hembra son de color más apagado que el macho. El vientre es de color amarillo verdoso, pero más opaco de color que el macho.

## Alimentación
El metabolismo de esta ave es muy rápido, lo cual la obliga a ingerir cantidades que, en casos ideales donde el alimento es fácil de encontrar, pueden llegar a triplicar su peso. En general, se alimenta entre siete a ocho veces por hora, aunque consume con rapidez lo que va a comer, por lo que 25-30 segundos por toma suelen ser suficientes.
Esta dieta de néctar puede ser complementada de forma ocasional con la ingesta de polen, savia de algunos árboles e insectos como ácaros, zancudos, moscas de la fruta y arañas, sobre todo cuando el colibrí se tropieza con ellos mientras vuela o cuando los encuentra en las flores. No obstante, no conforman la base de su dieta y, por ello, no se consideran animales omnívoros.

## Sistemática

### Descripción original
La especie C. orina fue descrita por primera vez por el ornitólogo estadounidense Alexander Wetmore en 1953 bajo el mismo nombre científico; su localidad tipo es: «Páramo de Frontino, 10,500 pies (c. 3200 m), Antioquia, Colombia»; el holotipo, un macho adulto recolectado el 27 de agosto de 1951, se encuentra depositado en el Museo Americano de Historia Natural, en Nueva York, bajo el número USNM 436219.

### Etimología
El nombre genérico femenino «Coeligena» deriva del nombre específico Ornismya coeligena cuyo epíteto proviene del latín moderno «coeligenus» que significa ‘celestial’, ‘nacido en el cielo’; y el nombre de la especie «orina», proviene del griego «oreinos» que significa ‘habitante de las montañas’.

### Historia taxonómica
Después del descubrimiento en el Páramo de Frontino en 1951 y su descripción, durante más de 50 años no se registraron nuevas observaciones, y fue tratado como la subespecie Coeligena bonapartei orina y conocido apenas por el holotipo. En el 2004 Niels Krabbe y un grupo de biólogos la redescubrieron en Frontino y en los Farallones del Citará y lo identifican como una especie diferente de Coeligena bonapartei. Posteriormente se ha reportado también en el suroeste antioqueño. El Comité de Clasificación de Sudamérica (SACC) reconoció la separación en la Propuesta No 185.
Es monotípica.